# Flavius Basiliskos

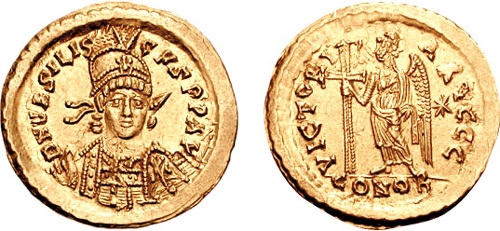
Mynt med Basiliskos bild

Flavius Basiliskos, död 476 eller 477 var romersk kejsare av Östromerska riket från år 475 till år 476. Han var rival till kejsar Zeno. 
Basiliskos var bror till Aelia Verina som var kejsar Leo I:s (457–474) hustru. Tack vare denna relation kunde han göra militär karriär. Efter några mindre framgångar tog denna karriär slut år 468, när han ledde den katastrofala invasionen av Vandalernas rike i Afrika. Detta var en av de allra största militära företagen i den sena antiken. 
Tack vare ett guldmynt som präglades åt denne kejsare och senare påträffades i gravhögen Ottarshögen i Vendel utanför Uppsala har denna hög kunnat dateras.